# Baptiste Leroy
Baptiste Leroy (ur. 2 września 1976) – francuski judoka. Startował w Pucharze Świata w latach 1995, 1996-1999, 2004, 2005 i 2011. Srebrny medalista mistrzostw Europy w drużynie w 1997. Wygrał igrzyska frankofońskie w 2005. Trzeci na MŚ juniorów w 1996. Wicemistrz Europy juniorów w 1996. Mistrz Francji w 1997, 2003, 2004, 2008 i 2009 roku.